# Cantonul La Chapelle-d'Angillon
Cantonul La Chapelle-d'Angillon este un canton din arondismentul Vierzon, departamentul Cher, regiunea Centru, Franța.

## Comune
| Comune                 | Populație (1999) | Cod poștal | Cod INSEE |
| ---------------------- | ---------------- | ---------- | --------- |
| La Chapelle-d'Angillon | 667              | 18380      | 18047     |
| Ennordres              | 249              | 18380      | 18088     |
| Ivoy-le-Pré            | 857              | 18380      | 18115     |
| Méry-ès-Bois           | 616              | 18380      | 18149     |
| Presly                 | 228              | 18380      | 18185     |